# أبو علي محمد بن محمد السيمجوري
عماد الدولة أبو علي السمجوري (توفي عام 996 م) كان أحد قادة السمجوريين وابن أبو الحسن السمجوري.
في عام 381 هـ (991 م)، خلف والده في حكم خراسان وأجزاء من ما وراء النهر. وبسبب ثروته الهائلة، بدأ بمنافسة أمير السامانيين، ومنح نفسه لقب «أمير الأمراء المؤيد من السماء». في عام 382 هـ، عندما هاجمهارون بغراخان بخارى، رفض أبو علي مساعدة الأمير نوح بن منصور الساماني، ثم كرر الموقف نفسه عام 383 هـ عندما غزا سبكتكين خراسان، مما أدى إلى هزيمته وفراره إلى جرجان.
في عام 994 م، وبعد فشل فائق خاصةً في السيطرة على بخارى وهزيمته أمام نوح الساماني، تصالح مع أبي علي السيمجوري بعد خصومة دامت سنوات، وتحالفا ضد السامانيين. في المقابل، طلب الأمير نوح الساماني دعم سبكتكين. كاد تحالف أبو علي وفائق ينتصر، لكن خلال المعركة، انضم دارا بن قابوس إلى صفوف السامانيين، مما قلب موازين القتال وأدى إلى انتصارهم. فرّ أبو علي وفائق إلى جرجان، بينما عاد نوح الساماني إلى بخارى، وذهب سبكتكين إلى هرات، فيما بقي ابنه محمود في نيسابور.
في عام 995 م، عاد أبو علي وفائق بجيش جديد، وطردا محمود الغزنوي من نيسابور. لكن سبكتكين التقى بابنه محمود، وتمكنا معًا من هزيمة المتمردين قرب طوس، مما أجبر أبو علي وفائق على الفرار شمالًا. لجأ فائق إلى القراخانيين، بينما عفا نوح الساماني عن أبي علي وأرسله إلى خوارزم. لكن حاكم خوارزم، الذي كان تابعًا للسامانيين، ألقى القبض عليه وسجنه.
لاحقًا، وبعد غزو حاكم للسامانيين في شمال خوارزم للمنطقة، قُبض على أبي علي وأُرسِل إلى نوح الساماني، الذي أمر بنقله إلى سبكتكين عام 996 م. وفي النهاية، أُعدم أبو علي السمجوري شنقًا بأمر من الغزنويين.